# 李普 (记者)

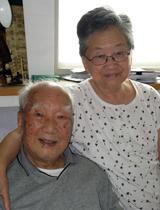
李普

李普（1918年9月30日—2010年11月8日），原名李前管，曾名李壬练、李凤展等，男，湖南湘乡人，中国记者、曾任新华社副社长、第六屆全国人大代表。

## 生平

### 早年
李普出生于湖南湘乡（现涟源）。青年时代的李普是个文艺爱好者，他于1938年加入中国共产党后才开始记者生涯。抗日战争时，李普是重庆《新华日报》记者；第二次国共内战时，他是人民解放军第二野战军的随军记者，在前线报道刘（伯承）邓（小平）大军。李普报道过“解放区”的生活，采访过由国共两党和美国代表组成的军调处的工作。40年代中期，李普曾在《新华日报》主持一个专栏，向“国统区”介绍中共在“解放区”的民主实践。当时李普的很多文章都是讲选举的。这些文章后来结集出版，名字就叫《光荣归于民主》。1949年8月，李普调回北平（即北京），担任新华总社特派记者，并准备接受采写开国大典的任务。

### 报道开国大典

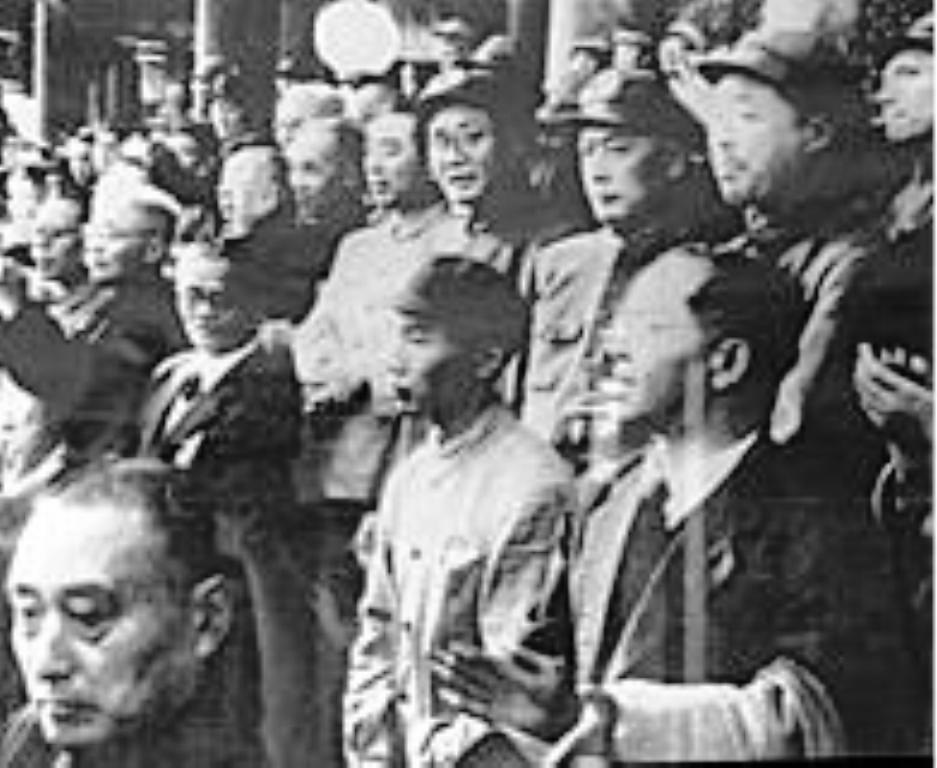
1949年10月1日李普(中，穿军装者)在天安门城楼上

1949年10月1日，北京天安门广场举行了中华人民共和国开国大典，毛泽东站在天安门城楼上宣布：“中华人民共和国中央人民政府今天成立了。”当时，作为新华社记者的李普，就站在毛泽东身后两、三米的地方。10月2日《人民日报》第一版新华社关于开国大典的报道，就是李普采写的。他回忆说：“他讲完了以后，因为我站在他身后，他知道我干什么的，他就把讲稿交给我了。他说，‘照此发表’。

### 建国后
中华人民共和国成立后，李普兼任国务院财经委员会新闻秘书。1953年调任中宣部宣传处副处长。1955年因肃反调到北京大学，后由教员升为北大政治系主任。
1960年调到广东，任中共中央中南局政策研究室主任，在文革期间曾受迫害，平反后任广东省委宣传部副部长。
1973年调回北京，任新华社北京分社社长。1976年四人帮倒台，李普成为中共中央接管新华社的5人小组之一。后历任新华社党组成员兼国内部主任，新华社副社长，中华全国新闻工作者协会书记处书记，中国新闻学会副会长。1982年离休。

### 晚年
2010年10月，李普和李锐、胡绩伟等中共老人，致函人大常委会，要求落实1982年宪法第35条中明确规定的公民“言论、出版、集会、结社、游行、示威的自由”。信中说， 这一条文28年不兑现，已经成为世界民主史上的丑闻。
2010年11月8日中国记者节当天在北京友谊医院病逝，享年92岁。

## 作品
李普1934年开始发表作品。1949年加入中国作家协会。著作：《光荣归于民主》（1945年初版、1980年再版改为《我们的民主传统》），《开国前后的信息》，《记者甘苦谈》，《记刘帅》，《我们只举行过一次婚礼》（与夫人合着），《洋女婿土老帽》。

## 观点
李普告诉《美国之音》：“毛泽东不断地搞运动。这些运动，有的是他推卸责任。他纠正运动的过火的方面，好像他很文明。其实不然。他对城市人民并不了解。他装。这就是坏人。毛泽东坏人呀！我是不喜欢毛泽东。”
李普晚年始终念念不忘的就是，如何在中国实行言论和新闻自由。原新华社记者杨继绳回顾了他9月25日跟李普最后一次见面时的情景：“最后一次见面，身体状况还可以，他谈论新闻自由。‘新闻自由现在是应该坚持的，’他说，‘现在讲得很少了。现在讲新闻自由，和讲外国话一样，真是可笑。’他到晚年一直追求新闻自由的。”